# Ferrocarril del Pacífico (México)
El Ferrocarril del Pacífico (FCP) fue una compañía de transporte ferroviario, que operaba sobre la Línea T (Nogales-Guadalajara) de la red nacional mexicana. La empresa fue la fusión del Ferrocarril de Sonorael Ferrocarril Cananea-Río Yaqui y Pacífico y el Ferrocarril Sud Pacífico de México. Todas estas empresas eran propiedad de la Southern Pacific Railroad Company de Estados Unidos. Estas empresas pasaron a propiedad del Gobierno de México.
Después de 37 años de operar como organización autónoma, fue integrada a Ferrocarriles Nacionales de México en 1987, que a su vez fue extinta en 2001.

## Historia
Su origen se remonta a 1880 cuando construyeron la línea de Guaymas a Nogales. En 1884, cuando el entonces presidente Porfirio Díaz inauguró la línea de transporte México-Irapuato-Paso del Norte (construida por compañías extranjeras y nombrada Línea A desde la época de Ferronales); su ramal Irapuato-Guadalajara, inaugurado cuatro años después,
La construcción de la línea Guaymas a Guadalajara inició en Guaymas en 1905 y se concluyó en 1929 en Guadalajara. En 1942 se conectó el Ferrocarril Sonora Baja California que va desde Benjamín Hill hasta Mexicali, desde 1947 hasta 1998.

### Transporte de pasajeros
Durante los sesenta años de nacionalización ferroviaria (1937-1997), tanto FCP, su antecesor, y sucesor Ferronales, brindaron los servicios del transporte de carga así como el del transporte de pasajeros. El viaje en trenes de largo recorrido desde Guadalajara tenía una duración de dos días, y cada convoy era dividido en dos al llegar a Benjamín Hill; según los pasajeros viajando hacia Nogales con FCP, o los que se dirigían hacia Mexicali con FSBC. 
El Tren #1 de FCP salía todos los días de la semana desde Guadalajara a las 8:30 por la mañana y llegaba a Tepic a las 13:00 h. aproximadamente (4h 30min), mientras que el Tren #3 salía de la "Perla Tapatía" a las 11:00 y llegaba a Tepic hacia las 17:15 h. (6h 15min); el Tren #1 recibió el mote de "el bala" por su servicio de tipo "expreso", en tanto que el Tren #3 fue coloquialmente llamado "el burro" por hacer escalas en todas las localidades urbanas y rurales asentadas junto a la Línea T aunque ambos llegaron a tener una velocidad máxima de 90 km/h entre estaciones distantes.
Durante el porfiriato se construyó un ramal de Guadalajara a Manzanillo con operaciones mixtas, carga y pasaje. Este último servicio operó hasta los años 60 con equipo nocturno Pulman, y después continuó con servicio diurno hasta la década de los 90.